# Robert Connelly
Robert Connelly (* 15. Juli 1942 in Pennsylvania) ist ein US-amerikanischer Mathematiker, der sich mit diskreter Geometrie und Kombinatorik befasst.
Connelly studierte am Carnegie Institute of Technology (Bachelorabschluss 1964) und wurde 1969 bei James M. Kister an der University of Michigan promoviert (Unknotting Close Embeddings of Polyhedra in Codimension Greater Than Three). Seit 1969 ist er Professor an der Cornell University. Er war unter anderem Gastwissenschaftler am IHES, der Syracuse University, Budapest, Dijon, Montreal, Bielefeld (als Empfänger des Humboldt-Forschungspreises), der University of Calgary, der University of Washington in Seattle und der Universität Cambridge.
Connelly gab 1977 das erste Beispiel für ein flexibles Polyeder, das ohne Selbstüberschneidung in eine zweite Form überführt werden kann, wobei die Seitenflächen starr bleiben. Nach Cauchy muss ein solches Polyeder nicht-konvex sein.  Beispiele mit Selbstüberschneidung waren schon früher bekannt (Oktaeder von Raoul Bricard 1897). Connellys flexibles Polyeder hatte 18 Dreiecksseiten, später wurden einfachere flexible Polyeder gefunden (zum Beispiel von Klaus Steffen). Bei der Transformation jedes flexiblen Polyeders bleibt sein Volumen erhalten. Diesen Satz (Bellows Vermutung) bewies Connelly 1997 mit  I. K. Sabitov und Anke Walz (für drei Dimensionen).
Connelly löste 2003 zusammen mit Erik Demaine und Günter Rote das Carpenter's Rule Problem (deutsch: Zollstockproblem). Dabei wird gefragt, ob es immer möglich ist, eine kreuzungsfreie starre Polygonkette kontinuierlich zu einer geraden Strecke zu entfalten. Bei dieser Bewegung müssen alle Strecken ihre Länge erhalten und es dürfen sich keine Strecken schneiden. Connelly, Demaine und Rote beantworteten diese Frage positiv.
Außerdem befasst sich Connelly  mit der Geometrie von Buckminster Fullers Tensegrity-Strukturen.
2012 wurde Connelly Fellow der American Mathematical Society.
Der Asteroid (4816) Connelly wurde nach ihm benannt.

## Schriften
- A flexible sphere, Mathematical Intelligencer, Band 1, 1978, S. 130–131
- The Rigidity of Polyhedral Surfaces, Mathematics Magazine, Band 52, 1979, S. 275–283
- Rigidity, in Handbook of Convex Geometry, Band A, North-Holland, Amsterdam, 1993, S. 223–271
- mit K. Bezdek Pushing disks apart — the Kneser-Poulsen conjecture in the plane, J. Reine Angew. Math., Band 553, 2002, S. 221–236.
- Generic global rigidity, Discrete Comput. Geom., Band 33, 2005, S. 549–563